# Оксенвад, Оге
Оге Оксенвад (дат. Aage Oxenvad; 16 января 1884, деревня Геттруп, Ютландия ― 13 апреля 1944) ― датский кларнетист.
Родился в семье земледельца, который был также музыкантом-любителем. В детстве учился игре на флейте, вместе с отцом участвовал в деревенских праздниках. С двенадцати лет начал осваивать кларнет, периодически посещая Копенгаген, где брал уроки у солиста Королевской капеллы Карла Скьерне (ученика Рихарда Мюльфельда). В 1903―1905 Оксенвад учился в Королевской консерватории, затем некоторое время совершенствовался в Париже. С 1909 до самой смерти он работал в Королевской капелле, где стал первым кларнетистом, использовавшим кларнет системы Бёма (Скьерне играл на инструменте Элера).
Оксенвад играл в Датском духовом квинтете, для которого Карл Нильсен написал свой Духовой квинтет, ор. 43. Ему также посвящён и впервые им исполнен концерт Нильсена для кларнета с оркестром, ор. 57 (1928).

## Ранняя жизнь
Оге Оксенвад родился 16 января 1884 года в маленькой деревушке Геттруп, недалеко от Тистеда на севере Ютланди. В детстве он играл на флейте со своим отцом и местным музыкантом, пока в возрасте 12 лет не взял в руки кларнет. Каждые две недели он ездил в Копенгаген, чтобы учиться у Карла Скьерне, сольного кларнетиста Королевского датского оркестра, который учился у Ричарда Мюльфельда. Оксенвад учился в Королевской консерватории (1903—1905) и непродолжительное время в Париже .

## Карьера
Оксенвад присоединился к Датскому королевскому оркестру в 1909 году. Он первым начал играть на кларнете Бема, а не на Олере, который предпочитал Скьерне. Оксенвад был сольным кларнетистом с 1919 года до своей смерти в 1944 году.
В интервью, опубликованном в связи с его 60-летием, Оксенвад рассказал, что предпочитает жить в небольшом доме в пригороде, а не в квартире в центре, где он работал. Там он мог поболтать с местными фермерами и следить за своим садом. Оксенвад описал кларнет как «живое существо», и что с ним нужно обращаться нежно, «как с женщиной».
В 1921 году Карла Нильсена спросили, может ли он порекомендовать Оксенвада. Его ответ прозвучал следующим образом: «Способности и талант мистера Оксенвада весьма исключительны в этой стране; не только его редкий талант и навыки инструменталиста, но и его творческие способности и теоретические знания также необычны. К этому я могу добавить, что, поскольку он отзывчивый и понимающий, а его вкус безупречен как в старом, так и в новом искусстве, вряд ли может быть сюрпризом, что я даю ему самую теплую рекомендацию». Оксенвад взаимно восхищался Карлом Нильсеном: «Я любил Карла Нильсена больше всего … он величайший композитор Дании». Возможно, родство было основано на их сходных корнях, оба воспитывались бедными родителями, живущими в деревне.
Оге Оксенвад был членом Копенгагенского квинтета духовых инструментов. 14 сентября 1928 года состоялся Рецензент премьеры Концерта для кларнета. «Вряд ли можно представить себе более однородную интерпретацию этого произведения. Оксенвад заключил договор с троллями и гигантами. У него вспыльчивый характер, примитивная, резкая и неуклюжая, с небольшой долей голубоглазого датского удовольствия сила. Конечно, Карл Нильсен слышал звук своего кларнета, когда писал Концерт».

## После смерти
После смерти Оксенвада в 1944 году, его коллега Кристиан Фелумб писал о большой потере для Королевского оркестра, Консерватории и датских любителей камерной музыки: "Когда Оге играл камерную музыку, всегда царил великий праздничный дух … Он был бесспорным центром нашего старого духового квинтета, независимо, был ли он зол или счастлив … Концерт для кларнета Карла Нильсена был не просто сочинением для кларнета, это был также концерт для Оге Оксенвада … Никакие слова не могут выразить то, что он передал в своей музыке . В нем рассказывается все об его кларнете … ".